# Raketenwerfer 44M
Der Raketenwerfer 44M (auch 44M „Buzogányvető“, Buzogányvető steht für Raketenwerfer) war ein ungarisches Waffensystem mit einer ungelenkten Panzerabwehrrakete, welches während des Zweiten Weltkrieges entwickelt und eingesetzt wurde.

## Entwicklungsgeschichte
In den 1940er Jahren verfügte das ungarische Militär nur unzureichend über Panzerabwehrwaffen. Um der immer deutlicher werdenden sowjetischen Panzerbedrohung entgegenzuwirken, begann das Königlich Ungarische Heeresinstitut für Militärtechnik (ungarisch Haditechnikai Intézet, HTI) im Jahr 1942 mit der Entwicklung einer eigenen Panzerabwehrwaffe. Seitens des Deutschen Reiches wurden Neuentwicklungen von Panzerabwehrwaffen in Ungarn nicht unterstützt. Nach zweijähriger Entwicklungszeit wurden zwei Raketentypen entwickelt:
- eine 60-mm-Raketenkombination (Páncélrém), die eine verkleinerte Kopie des deutschen Panzerschrecks war und gegen leichte und mittlere Panzer eingesetzt werden sollte, sowie
- eine größere Version (44M Buzogányvető) zur Abwehr schwerer Panzer.

Die größere Rakete mit Gefechtskopf wurde im Frühjahr 1944 fertiggestellt und getestet. Bei den Tests nutzte man ein System mit einer dreiteiligen Spreizlafette, auf der das Werfergestell um 360° drehbar aufgesetzt war. Auf dem Werfergestell waren zwei Raketen parallel angeordnet.
Auch von deutscher Seite zeigte man Interesse an der Entwicklung, einige Muster wurden an das Heereswaffenamt auf Anforderung von dessen Leiter, General Emil Leeb, geliefert.

## Beschreibung
Der 44M-Werfer war ein relativ schweres infanteristisches Panzerbekämpfungsmittel. Als Unterbau dienten erbeutete sowjetische Sokolow-Lafetten des PM 1910 oder SG-43, auf denen das Werfergestell drehbar aufgesetzt war. Die parallele Anordnung der beiden Raketen wurde beibehalten. Der Schütze wurde durch einen vertikalen Schild vor dem Raketenausstoß geschützt, dessen unterer Teil zum Transport klappbar war. An der äußeren Seite des Schildes waren die Zielvorrichtung und eine Höhenrichtkurbel angebracht.
Der 44M-Werfer wurde auch auf Kraftfahrzeugen wie dem Opel Blitz, Rába 38M Botond oder Krupp-Protze sowie auf Pferdegespannen montiert. Auch Panzer wurden als Träger verwendet, es gab zumindest eine Batterie mit 5 Panzern. Dabei handelte es sich wohl um ungarische Panzer vom Typ Toldi II.
Der etwa vier Kilogramm schwere Hohlladungsgefechtskopf konnte mehr als 300 mm Panzerstahl oder Beton durchschlagen. Damit war die 44M-Rakete in der Lage, jeden schweren Panzer der damaligen Zeit auf 500 bis 1200 Meter Entfernung zu bekämpfen.
Die Werferbedienung bestand aus drei Soldaten.

## Einsatz
Die 44M wurde Ende 1944 bei der Königlich Ungarischen Armee eingeführt und bei der Schlacht um Budapest eingesetzt. Insgesamt wurden 600–700 Stück produziert.